# مباحث جدید فناوری اطلاعات سلامت
عبارتی کلی است که انواع فناوری‌های اطلاعاتی و ارتباطی را در سطوح جمع‌آوری، انتقال، نمایش یا ذخیره داده‌های بیمار شامل می‌شود. همچنین مفهومی است که استفاده از سیستم‌های کامپیوتری را به منظور دسترسی به اطلاعات مراقبت سلامت، شرکت‌های بیمه و دیگر نهادهای دولتی توصیف می‌کند. با استفاده از فناوری‌های اطلاعات سلامت امکان کاهش خطاهای پزشکی، کاهش هزینه، کاهش کاغذ بازی، افزایش کارایی، بهبود کیفیت مراقبت سلامت و توانمند ساختن بیماران و متخصصان بالینی نیز فراهم می‌گردد.
به‌طور کلی فناوری‌های اطلاعات سلامت شامل محدوده وسیعی از محصولات، فناوری‌ها. خدمات مانند فناوری سلامت از راه دور و تلفن همراه، خدمات مبتنی بر ابر، ابزارهای پزشکی و ابزارهای پایش از راه دور، فناوری‌های دستیار و حسگرها می‌باشد.

## انواع تکنولوژی
درمطالعه‌ای در سال ۲۰۰۸ در مورد پذیرش فناوری در ایالات متحده، فوروکاوا و همکارانش برنامه‌های کاربردی برای تجویز را شامل پرونده‌های پزشکی الکترونیکی(EMR)، پشتیبانی تصمیم‌گیری بالینی(CDS) و ورود رایانه‌ای دستور پزشک(CPOE) طبقه‌بندی کردند. آنها همچنین کاربردهایی را برای توزیع تعریف کردند که شامل بارکدگذاری درتوزیع دارو(BarD)، ربات برای توزیع دارو(ROBOT) و ماشین‌های توزیع خودکار(ADM) می‌شود. آنها کاربردهایی را برای تجویز شامل سوابق تجویز الکترونیکی دارو(eMAR) و بار کد گذاری در تجویز دارو(Bara
یا BCMA) تعریف کردند. انواع دیگر شامل تبادل اطلاعات سلامت است.

### ظهور فناوری‌های جدید
پیشرفت در حوزه تکنولوژی سبب ظهور فناوری‌های جدید در دنیای امروز و گسترش زیر شاخه‌های فناوری شده است. این فناوری‌ها فرصت‌های بسیاری را برای متخصصین بخش مراقبت‌های بهداشتی و درمانی در روند کنترل و درمان بیماری‌ها در زمان‌ها و شرایط مختلف فراهم کرده است. وجود چنین فناوری‌هایی به تشخیص، مراقبت و درمان بیماری سرعت می‌بخشد.

### پزشکی از راه دور
پزشکی از راه دور یا Telehealth یک اصطلاح بسیار گسترده است و تمام فناوری‌ها یا فرایندهایی را که به بیمار امکان می‌دهد به صورت مجازی درمان شود را در بر می‌گیرد. Telehealth معمولاً برای مشاوره ویدیویی تعاملی برای مدیریت بیماران شناسایی می‌شود. نمونه‌هایی از سلامت از راه دور شامل خدمات آموزش بهداشت، نظارت از راه دور علائم حیاتی، نوار قلب یا فشار خون و مشاوره از راه دور پزشک و بیمار (پزشکی از راه دور) است. فناوری Telehealth علاوه بر توانایی تشخیص از راه دور نوسانات در وضعیت پزشکی بیمار در خانه، تشخیص و ارزیابی از راه دور بیماران را امکان‌پذیر می‌سازد تا بتوان داروها یا درمان خاص را متناسب با آن تغییر داد. همچنین امکان تجویز داروهای الکترونیکی و درمان‌های تجویز شده از راه دور را فراهم می‌کند.

### مانیتورینگ بیمار از راه دور (RPM)
نظارت از راه دور بیمار - یا RPM - مدیریت مؤثرتر بیمار مزمن را امکان‌پذیر می‌کند زیرا تیم‌های مراقبت اکنون با زمینه بیشتری در مورد وضعیت بیماری بیمار از راه دور مسلح شده‌اند - زمینه ای که عمدتاً با دریافت و تجزیه و تحلیل داده‌های فیزیولوژیکی بیماران از راه دور به‌طور منظم در زمان واقعی و خارج از تنظیمات بالینی فراهم می‌شود. . تیم‌های مراقبتی در مورد وضعیت بیمار، دریافت هشدارها از موارد حیاتی، عدم انطباق با داروها یا برنامه‌های مراقبتی و درگیر شدن پیشگیرانه با بیماران به جای اپیزودیک برای بهبود نتایج، توانمند هستند.

### استفاده از قدرت فناوری و تحرک
بدیهی است که اکنون زمان آن است که شرکت‌های فناوری مراقبت‌های بهداشتی تغییرات واقعی و پایداری را ایجاد کنند که صنعت را برای بیماران و ارائه دهندگان در سراسر کشور بهبود می‌بخشد.
این تغییر با پذیرش مداوم فناوری نوآورانه همراه با افزایش نیروی کار سیار امکان‌پذیر خواهد شد. با برخی از کارکنان پزشکی که به یک مکان فیزیکی مرکزی محدود نمی‌شوند، می‌توان خدمات بیشتری را خارج از مرکز پزشکی سنتی - از جمله در محله یا خانه بیمار - ارائه داد.
با نگاهی به آینده، ضروری است که صنعت مراقبت‌های بهداشتی بر روی یک هدف مشترک متمرکز بماند؛ اطمینان از اینکه همه، بدون توجه به شرایط شخصی، به مراقبت‌های با کیفیت بالا و بسیار مقرون به صرفه دسترسی دارند. فناوری پیشرفته که با افزایش تحرک حتی قدرتمندتر شده است، این امر را به واقعیت تبدیل خواهد کرد.